# Courthouse Square

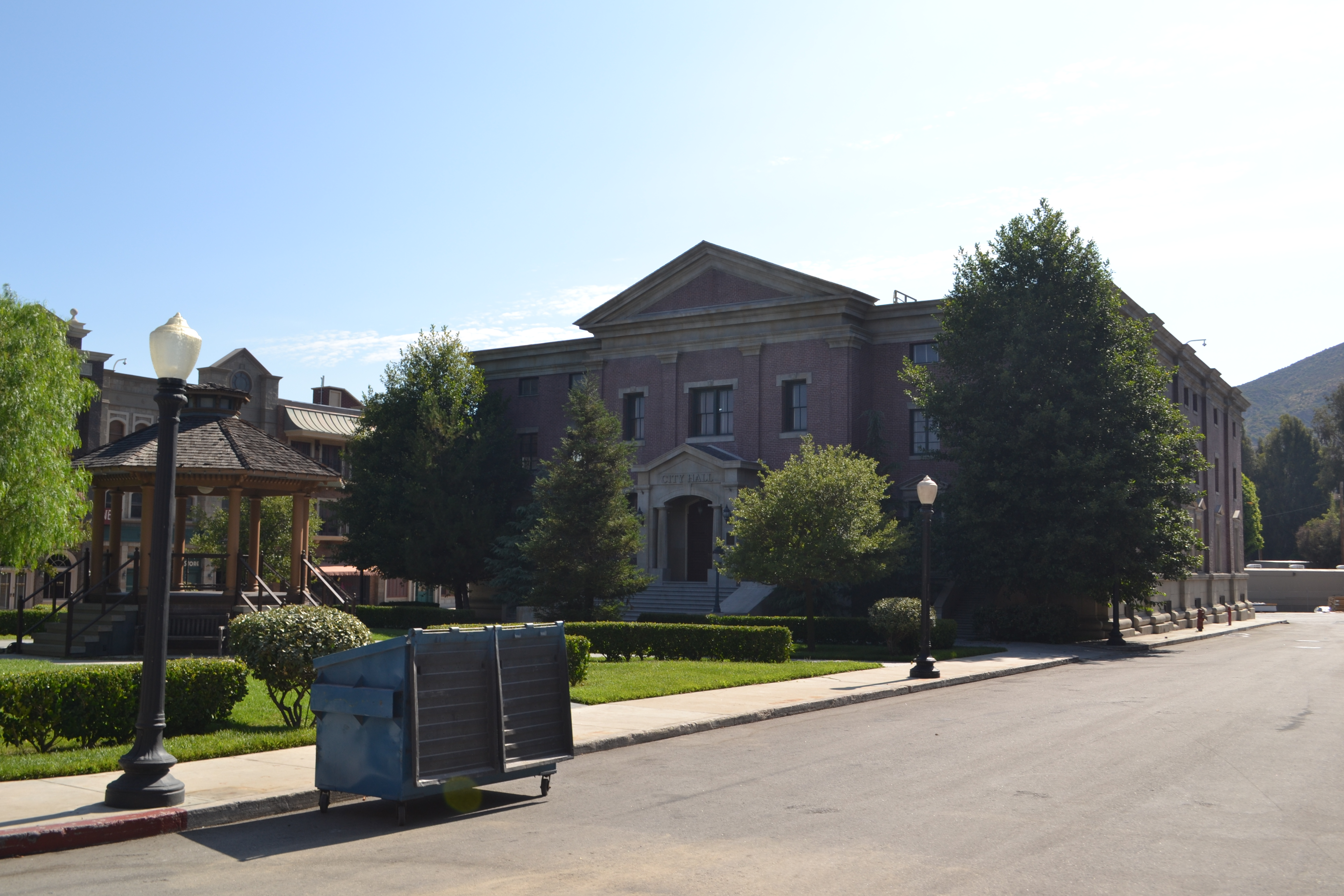
Courthouse Square en 2011.

Courthouse Square (en français « Place du Palais de Justice ») est un décor permanent, situé dans les studios Universal à Universal City, qui a servi à tourner de nombreux films et séries produits par Universal Pictures. Le décor est composé d'un parc au centre, de divers bâtiments aux alentours, et de la façade d'un palais de justice.
Autrefois nommé Mockingbird Square, Courthouse Square prend son nom actuel en référence à la trilogie Retour vers le futur où se déroulent les évènements.

## Histoire
Le Courthouse Square a été construit pour le film Le Droit de tuer en 1948. Après la fin du tournage, les décors ont été préservés pour d'autres productions. Ça a été le cas notamment pour Deux Nigauds chez Vénus (1953) et Tarantula ! (1955). Puis, en 1957, un pyromane incendie le décor de New York Street — se trouvant un peu plus au sud —, et le feu se propage au  Courthouse Square en endommageant quelques bâtiments,,.
En 1962, le décor est utilisé pour Du silence et des ombres (To Kill a Mockingbird) qui lui donne comme nom Mockingbird Square, jusqu'en 1985 quand Robert Zemeckis utilise ces décors pour son film Retour vers le futur en 1985. Depuis, l'endroit est plus connu comme étant le Courthouse Square — l'hôtel de ville de Hill Valley étant un palais de justice dans la version originale.

### Incendies

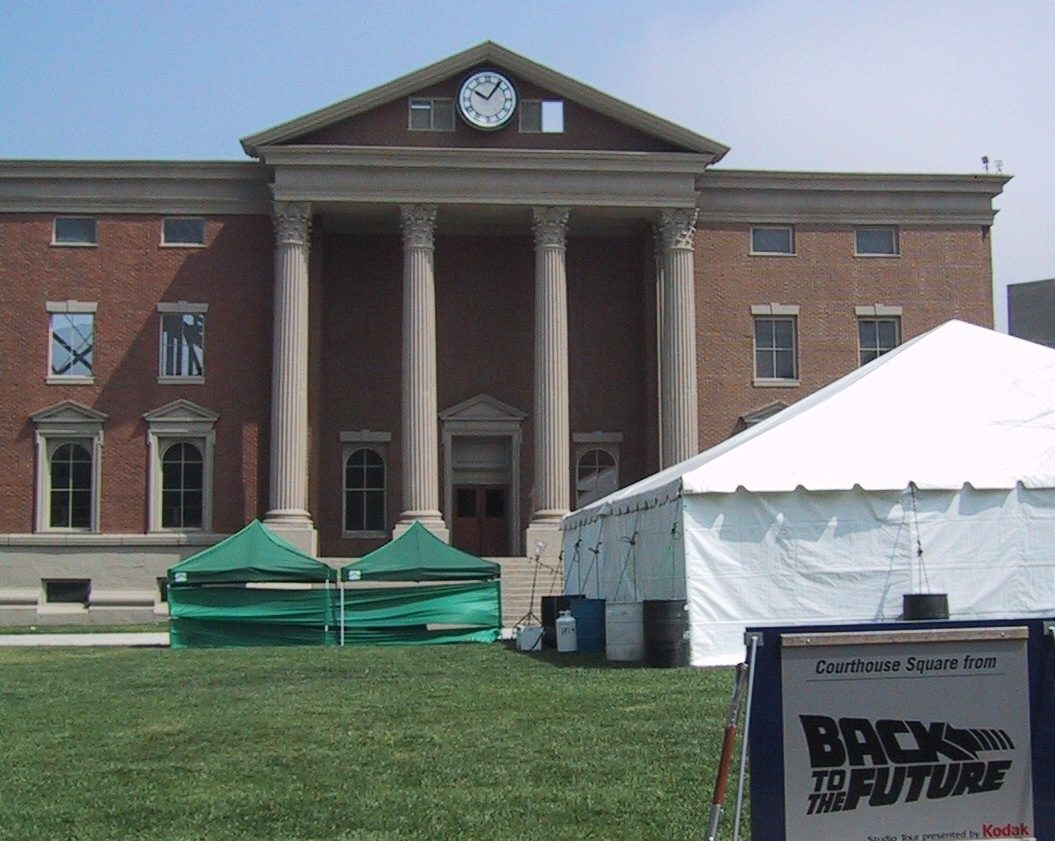
Reconstruction du Courthouse Square en 2002.

En 1990, un incendie se déclare dans un entrepôt, détruisant une partie du décor qui sera reconstruit à l'identique. De même, en 1997, un incendie mineur se propage sur Courthouse Square. Dans les deux cas, le palais de justice reste intact.
Le 1er juin 2008, un incendie se déclare dans les studios d’Universal. Celui-ci brûle New York Street, l'attraction King Kong Encounter et trois quartes du Courthouse Square, bien que le palais de justice soit toujours debout. Le 16 juin 2009, le Courthouse Square est le premier décor à rouvrir au public après sa reconstruction. Pour l’occasion, des cosplays de différents personnages (dont Emmett Brown et le Professeur foldingue) accueillent les visiteurs. De plus, les tramways de visite se voient dotés de mobile move theaters, des vidéos haute définition,,.

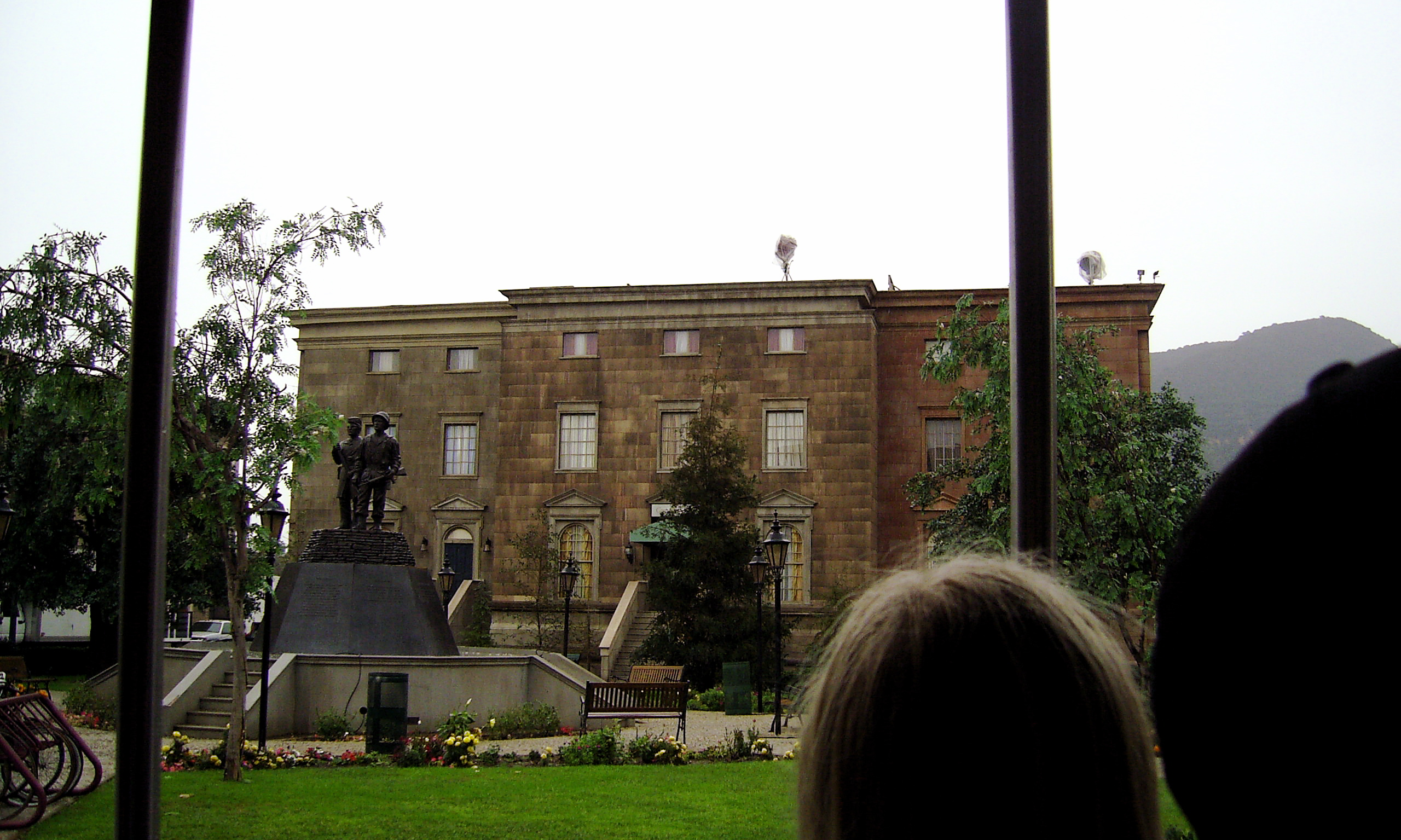
Courthouse Square en 2006, lors du tournage de Ghost Whisperer.

## Productions
Le Courthouse Square a été utilisé dans de nombreuses productions
- Le Droit de tuer (1948)
- Ma and Pa Kettle (1949)
- Le Météore de la nuit (1953)
- Tarantula ! (1955)
- La Cité pétrifiée (1957)
- Leave It to Beaver (1957-1963)
- Trois Bébés sur les bras (1958)
- La Quatrième Dimension (1959-1964)
- Procès de singe (1960)
- Du silence et des ombres (1962)
- Bye Bye Birdie (1963)
- Village of the Giants (1965)
- Un cosmonaute chez le roi Arthur (1967)
- How to Frame A Figg (en) (1971)
- Un camion en or massif (en) (1973)
- L'Incroyable Hulk (1978-1982)
- Delta House (1979)
- The Misadventures of Sheriff Lobo (1979-1981)
- Magnum (1980-1988)
- Simon et Simon (1981-1989)
- K 2000 (1982-1986)
- Psychose 2 (1983)
- The New Leave It to Beaver (en) (1983-1989)
- Gremlins (1984)
- Retour vers le futur (1985)
- Tonnerre mécanique (1985)
- The Midnight Hour (en) (1985)
- The Monster Squad (1987)
- Elvira, maîtresse des ténèbres (1988)
- Retour vers le futur 2 (1989)
- Les Experts (1992)
- Docteur Quinn, femme médecin (1993-1998)
- Code Lisa (1994-1997)
- Trois Vœux (1995)
- Los Angeles 2013 (1996)
- La Course au jouet (1996)
- Le Professeur foldingue (1996)
- Amistad (1997)
- Batman et Robin (1997)
- Bruce tout-puissant (2003)
- Le Chat chapeauté (2003)
- Ghost Whisperer (2005-2010)
- Les Petites canailles à la rescousse (en) (2014)
- Dans l'ombre de Mary (2013)
- Hairspray Live! (2016)
- Rutherford Falls (en) (2021-2022)
- Bel-Air (2022-)
- Ted (2024)